# Don't Let Me Fall
"Don't Let Me Fall" é uma canção do rapper norte-americano B.o.B e é o quarto single do álbum B.o.B Presents: The Adventures of Bobby Ray. A faixa foi lançada oficialmente como single em 30 de novembro de 2010 pela Atlantic Records.

## Pessoal
- Vocal – Bobby Simmons
- Produtors – Bobby Simmons
- Letra – Bobby Simmons, Clarence Montgomery III
- Gravadora: Grand Hustle, Rebel Rock, Atlantic

## Faixas
- Lançamento no iTunes de "Don't Let Me Fall" como um single deluxe.[1]

Todas as letras escritas por sim. 
| CD  |                                     |         |  |
| N.º | Título                              | Duração |  |
| 1.  | "Don't Let Me Fall"                 | 4:35    |  |
| 2.  | "Can I Fly"                         | 3:39    |  |
| 3.  | "Don't Let Me Fall" (video musical) | 4:35    |  |
| 4.  | "Can I Fly" (video musical)         | 3:39    |  |

## Paradas musicais
| Paradas (2010)    | Melhor posição |
| ----------------- | -------------- |
| Billboard Hot 100 | 67             |
| Canadá Hot 100    | 62             |